# Про мишей і людей
Про людей та мишей (Of mice and Men) — роман Джона Стейнбека. Опублікований 1937 року, він розповідає історію Джорджа Мілтона та Ленні Смолла, двох мігрантів, що ходять Каліфорнією у пошуках роботи на ранчо в часи Великої Депресії.
Новела базується на власному досвіді Стейнбека, що був волоцюгою у 1920-х роках, назва взята з вірша Роберта Бернса «До миші, якій я розорюю житло».

## Зміст
Вперше автор знайомить із головними героями — Джорджем та Ленні, — у дорозі. Чоловіки ідуть пішки з одного ранчо на інше задля тимчасових заробітків:
«Першим ішов рухливий чоловічок із неспокійними очима на смаглявому обличчі із суворими гострими рисами. Все в ньому було мов точене — невеликі сильні долоні, тонкі руки, сухорлявий ніс. За ним ішла повна його протилежність — велетенський чолов'яга з невиразним обличчям, великими бляклими очима й широкими скошеними плечима; ступав він важко, трохи тягнучи ноги,  як тягне лапи ведмідь. Руками він не розмахував, вони вільно звисали в нього по боках».
Щоб мати власний будинок, Джорджу та Ленні потрібно багато працювати. Ленні — дебелий сильний чоловік. Свою силу він не може контролювати, тому через у нього та Джорджа проблеми — Ленні то випадково придушить мишу (яку невідомо де знаходить), то всю силу спрямовує на дівчину, яка йому сподобалась.
Це і стало основною причиною полишити одну із ферм — Ленні мало не придушив дівчину, взявши її лише за сукню, але не розрахував сили.
Чоловіки вирушають на іншу ферму. Дорогою Джордж просить Ленні контролювати свою силу. Якщо він не буде її контролювати, то вони не зможуть мати будиночок, завести кролів. І ленні не зможе їх годувати та гладити. Це лякає Ленні. Адже його мрія — маленькі пухнасті кролики, яких він зможе гладити та годувати. Коли Ленні говорить про свою мрію, то цитує Біблію:
 І споживайте ситість землі (Кн. Буття 45:18)
Можна тільки уявити наскільки важко Джорджу з розумово відсталим Ленні. Але кинути його він не може. Бо що ж тоді станеться з Ленні? Хоч у нього багато сили і мало розуму, але він зовсім беззахисний та самотній.
Джордж:
«Такі хлопці, як ми, що працюють у різних хазяйствах, — це найсамотніші люди на світі. У них немає родини. У них немає свого кутка. Вони приходять на ферму, заробляють сякий-такий гріш, потім ідуть до міста, тринькають зароблене і потім їм не залишається нічого, тільки знову гарувати вже на іншій фермі. Більше їм надіятися немає на що».
На ранчо, після влаштування, ситуація стає грізною та небезпечною, особливо після конфлікту з Кучериком — агресивним молодшим сином власника, що ненавидить всіх фізично більших за нього. Одружився з вродливою дівчиною, яка постійно фліртує із працівниками ранчо. Вона приваблює Ленні, що стає великою проблемою, особливо через ревнощі Кучерика.
Робітники ферми не люблять Кучерика, вважаючи його сучим сином, підлим недоростком. Після одруження Кучерик стає ще підлішим, нахабнішим та зухвалішим.
Різко вирізняється на фоні цих двох старий Цукерок — інвалід з пошкодженою рукою, зі старезною улюбленою вівчаркою, яка вже не може ходити. Інший працівник Бувалий також має собаку, що напередодні ощенилася. Бувалий — погоноч мулів, дає цуценя Ленні, а також Цукерку, перед тим пристреливши його стару собаку.
Джордж та Бувалий починають товаришувати. Автор описує його як кмітливого та розумного чоловіка із приємними рисами обличчя.
Незважаючи на постійні сутички із Кучериком, друзі наближаються до мети — старий Цукерок пропонує їм свої 350 доларів на майбутню ферму, прохаючи лише жити разом з ними у власній хаті. Троє несамовито радіють мрії, що стає такою близькою.
Джордж постійно просить Ленні триматися подалі від Кучерика, бо з ним може трапитися халепа, а то й справжнє лихо. Та сталося непередбачуване. Одного разу Кучерик глумиться і б'є Ленні, знущаючись з нього. Ленні, не контролюючи своїх емоцій, стискає руку Кучерика — і тим роздроблює її.
Та Ленні все одно почуває себе затишно. Він розмовляє з Крученим, розумним поважним негром, якого не пускають до робочого бараку і не спілкуються через його колір шкіри. Ленні розказує про свою мрію і йому, і хоча Кручений насмішливо спробує пояснити, що ніякої хати та кроликів у трійки не буде, все ж він захоплений мрією, просить дати йому можливість хоч сапати на клаптику землі, аби тільки жити у власній хаті. Дружина Кучерика знову з'являється і фліртує з чоловіками, особливо з Ленні. Вона проявляє чорну сторону своєї натури, принижуючи Крученого і вимагаючи його лінчувати.
Наступного дня Ленні вбиває цуценя, гладячи його. Дружина Кучерика заходить до бараку, де є лише Ленні, і розказує йому, що її життя розбите, а вона могла б стати кінозіркою, але тепер їй залишилося хіба фліртувати з усіма працівниками на ранчо. Ленні оповідає їй, що любить гладити все м'яке, і вона пропонує йому погладити їй волосся. Відчувши велетенську силу Ленні, Дружина Кучерика перелякано виривається, безладно лякаючи Ленні, що неусвідомлено ламає їй шию. Коли тіло дружини знаходять, Джордж розуміє, що його мрія жахливо нейздійсненна. Також він розуміє, що єдино можливим є один вихід — самому вбити Ленні, не віддавши його до рук Кучерика.
Зрозумівши, що сталося найгірше, Ленні тікає у зарослі поблизу річки, що неподалік ранчо, — місце, про яке вони домовилися з Джорджем на початку новели. За короткий час туди приходить і Джордж. Вони сидять разом, Джордж знову розказує історію про ферму і кроликів, розуміючи, що це вже ніколи не станеться. Потім він стріляє Ленні в потилицю, щоб смерть його була безболісною та швидкою. За мить з'являються Кучерик, Бувалий і Карлсон (ще один найманий працівник). Лише Бувалий розуміє, що Джордж застрелив Ленні з любові.

## Персонажі
- Джордж Мілтон (George Milton) — мандрівний трудар, друг Ленні. Завжди допомагає і захищає Ленні.
- Ленні Смолл (також Ленні Хілі, Lennie Small) — розумово неповноцінний, але фізично дуже сильний трудар, друг Джорджа. Мріє про власну ферму і кроликів.
- Цукерок (Candy) — старий трудяга, прибиральник на фермі, має пошкоджену руку.
- Кучерик (Curley) — син власника ранчо, боксер.
- Жінка Кучерика — одинока жінка, що мріяла про долю кінозірки, але проміняла її на життя з Кучериком.
- Бувалий — поважний, розумний працівник, погонич мулів.
- Кручений — стайничий, чорношкірий чоловік, який має фізичну ваду — горб; багато читає; живе окремо від усіх робітників.
- Віт (Whit) — працівник на ранчо.
- Карлсон (Carlson) — працівник на ранчо.

## Згадки в культурі
- В романі Стівена Кінга «11/22/63» головний герой робить постановку роману в шкільному театрі.
- Однойменний 123-й розділ присутній в романі Курта Воннеґута «Колиска для кішки».
- На честь книги названа пісня метал-групи Megadeth «Of Mice and Men».
- На честь книги названа рок-група Of Mice & Men.
- Сюжет роману обігрується у 7-й серії 15-го сезону серіалу «Сім'янин».
- Неодноразово згадується у серіалі «Загублені». Так, наприклад, дана повість є улюбленою книгою одного із персонажів - Соєра.
- У фільмі «Вуличний кіт на ім'я Боб» головний герой закриває мишачу нору книгою «Про мишей та людей».

## Переклади українською
- John Steinbeck, «Of Mice and Men» – Джон Стейнбек. Про мишей і людей – К.: Вид. група КМ-БУКС, 2016. – 128 с. Переклав Сергій Снігур.
- Джон Стейнбек. Про мишей і людей / пер. з анг. Наталії Михаловської. — К. : Bookchef, 2022. — 112 с. — ISBN 978-617-548-121-9.